# Anna Juczenko
Anna Juczenko (ur. 31 października 1982 w Rostowie nad Donem) – rosyjska wioślarka.

## Osiągnięcia
- Mistrzostwa Świata – Eton 2006 – dwójka podwójna wagi lekkiej – 13. miejsce[1].
- Mistrzostwa Świata – Poznań 2009 – czwórka podwójna – 6. miejsce[1].